# Дојна Мелинте
Дојна Офелиа Мелинте (рум. Doina Ofelia Melinte; рођена Бешлију (рум. Beșliu); 27. децембра 1956.) је некадашња румунска атлетичарка, тркачица на средње стазе. Учествовала је на четири Олимпијаде (1980–92), освојила је златну медаљу на 800 метара и сребрну на 1.500 метара 1984. године у Лос Анђелесу. Освојила је светске титуле у дворани 1987. и 1989. и европске титуле у дворани 1985., 1988. и 1990. године на 1.500 м. Њен светски рекорд у трци на једну миљу у дворани од 4:17,41 трајао је 26 година.

## Каријера
Мелинте се такмичила као Дојна Бешлију на Олимпијским играма у Москви 1980. и стигла до полуфинала трке на 800 метара. Године 1982., као Дојна Мелинте, била је најбржа на светским ранг листама на 800 метара, али је завршила тек шеста у финалу Европског првенства у Атини. Такође је завршила као шеста на 800 м и 1.500 м на Светском првенству у Хелсинкију 1983.
На Олимпијским играма у Лос Анђелесу 1984. освојила је златну медаљу на 800 метара испред Ким Галагер из САД и земљакиње Фице Ловин. Освојила је сребрну медаљу на 1.500 метара иза Габријеле Дорио из Италије а испред друге Румунке Марићике Пујке. Освојила је бронзане медаље у трци на 1.500 метара на Европском првенству 1986, иза совјетских тркачица Равиље Аглетдинове и Татјане Самоленко. У марту 1987. победила је на 1.500 м на Светском првенству у дворани у Индијанаполису, испред Самољенко. У септембру те године освојила је бронзану медаљу на Светском првенству у Риму. Првобитно је завршила на четвртом месту, али је унапређена за једну позицију након дисквалификације освајачице бронзане медаље Сандре Гасер.
На својим трећим Олимпијским играма у Сеулу 1988. освојила је девето место у финалу на 1.500 м, на којем је победила њена земљакиња Паула Иван. 1989. одбранила је светску титулу на 1.500 м у дворани у Будимпешти, победивши у времену новог рекорда светских првенстава од 4:04,79. У фебруару 1990. оборила је светски рекорд у трци на једну миљу у дворани са 4:17,14 у Ист Радерфорду. Рекорд је стојао 26 година све док Гензебе Дибаба није истрчала 4:13,31 2016. године.
У марту 1990. Мелинте је освојила своју трећу европску титулу у дворани на 1.500 м у Глазгову. Иако фавориткиња за медаљу на Европском првенству 1990. у Сплиту, завршила је тек као шеста у финалу на 1.500 метара. 1991. била је четврта у финалу на 1.500 м на Светском првенству у дворани у Севиљи, као и на Светском првенству у Токију.
Мелинте је своју међународну каријеру закључила на Олимпијским играма у Барселони 1992. године, где је испала из финала на 1.500 м.

## Лични живот
Мелинте је прво желела да буде гимнастичарка или балерина, али није имала адекватне услове за тренирање. Затим је играла рукомет пре него што је прешла на атлетику. Око 1980–82 удала се за свог тренера Дорина Мелинтеа, а након повлачења са такмичења 1992. и сама је постала тренер. У периоду 2010–2012 била је директорка Националне агенције за омладину и спорт (рум. Autoritatea Naţională pentru Sport şi Tineret), а касније је постала потпредседница националне антидопинг агенције.

## Међународна такмичења
| Представљајући Румунију | Представљајући Румунију      | Представљајући Румунију       | Представљајући Румунију | Представљајући Румунију | Представљајући Румунију |
| Година                  | Такмичење                    | Место                         | Пласман                 | Дисциплина              | Резултат                |
| ----------------------- | ---------------------------- | ----------------------------- | ----------------------- | ----------------------- | ----------------------- |
| 1980.                   | Олимпијске игре              | Москва, Совјетски Савез       | 13.                     | 800 м                   | 2:00,8                  |
| 1981.                   | Универзијада                 | Букурешт, Румунија            | 1.                      | 800 м                   | 1:57,81                 |
| 1982.                   | Европско првенство у дворани | Милано, Италија               | 1.                      | 800 м                   | 2:00.39                 |
| 1982.                   | Европско првенство           | Атина, Грчка                  | 6.                      | 800 м                   | 1:59,65                 |
| 1983.                   | Светско првенство            | Хелсинки, Финска              | 6.                      | 800 м                   | 2:00,13                 |
| 1983.                   | Светско првенство            | Хелсинки, Финска              | 6.                      | 1.500 м                 | 4:04,42                 |
| 1984.                   | Европско првенство у дворани | Гетеборг, Шведска             | 2.                      | 800 м                   | 1:59,81                 |
| 1984.                   | Олимпијске игре              | Лос Анђелес, САД              | 1.                      | 800 м                   | 1:57,60                 |
| 1984.                   | Олимпијске игре              | Лос Анђелес, САД              | 2.                      | 1.500 м                 | 4:03,76                 |
| 1985                    | Европско првенство у дворани | Пиреј, Грчка                  | 1.                      | 1.500 м                 | 4:02,54                 |
| 1986.                   | Европско првенство           | Штутгарт, Западна Немачка     | 3.                      | 1.500 м                 | 4:02,44                 |
| 1986.                   | Европско првенство           | Штутгарт, Западна Немачка     | Одустала                | 3.000 м                 | Без резултата           |
| 1987.                   | Светско првенство у дворани  | Индијанаполис, САД            | 1.                      | 1.500 м                 | 4:05,68                 |
| 1987.                   | Светско првенство            | Рим, Италија                  | 3.                      | 1.500 м                 | 3:59,27                 |
| 1988.                   | Европско првенство у дворани | Будимпешта, Мађарска          | 1.                      | 1.500 м                 | 4:05,77                 |
| 1988.                   | Олимпијске игре              | Сеул, Јужна Кореја            | 9.                      | 1.500 м                 | 4:02,89                 |
| 1989.                   | Светско првенство у дворани  | Будимпешта, Мађарска          | 1.                      | 1.500 м                 | 4:04,79                 |
| 1989.                   | Континентални куп            | Барселона, Шпанија            | 3.                      | 800 м                   | 1:56,65                 |
| 1990.                   | Европско првенство у дворани | Глазгов, Уједињено Краљевство | 1.                      | 1.500 м                 | 4:09,73                 |
| 1990.                   | Европско првенство           | Сплит, Југославија            | 6.                      | 1.500 м                 | 4:10,91                 |
| 1991.                   | Светско првенство у дворани  | Севиља, Шпанија               | 4.                      | 1.500 м                 | 4:06,65                 |
| 1991.                   | Светско првенство            | Токио, Јапан                  | 4.                      | 1.500 м                 | 4:03,19                 |
| 1992.                   | Европско првенство у дворани | Ђенова, Италија               | 3.                      | 1.500 м                 | 4:06,90                 |
| 1992.                   | Олимпијске игре              | Барселона, Шпанија            | Одустала у финалу       | 1.500 м                 | 4:04,42                 |